# 峰岸明
峰岸 明（みねぎし あきら、1935年6月29日 - 2012年6月23日）は、日本の国語学者。横浜国立大学名誉教授。

## 人物
埼玉県出身。東京教育大学卒。妻は児童文学作家の安房直子。東洋大学助教授を経て、1984年、横浜国立大学教授。「平安時代古記録の国語学的研究」で、1986年、新村出賞、1987年、角川源義賞を受賞。1999年、定年退官、名誉教授。2012年6月23日、死去。

## 著書

### 単著
- 『平安時代古記録の国語学的研究』東京大学出版会,1986
- 『変体漢文』東京堂出版,1986.〈復刊〉吉川弘文館、2022年　ISBN　9784642086363

### 編著など
- 『色葉字類抄 研究並びに索引. 本文・索引編』中田祝夫共編.風間書房,1964.
- 『閑居友 本文及び総索引』王朝文学研究会共編.笠間書院,1974
- 『陽明文庫蔵本御堂関白記自筆本総索引』古典研究会　1995　古典籍索引叢書